# Schlieper Bay
Die Schlieper Bay ist eine Bucht an der Südküste Südgeorgiens nahe dem westlichen Ende dieser Insel. Ihre Einfahrt wird durch den Weddell Point und den Romerof Head begrenzt.
Die Bucht wurde zwischen 1905 und 1912 nach dem deutschstämmigen US-Amerikaner Hermann H. Schlieper benannt, erster Leiter der Walfanggesellschaft Compañía Argentina de Pesca von 1904 bis 1915.